# Dororo (film)
Dororo (どろろ, Dororo) è un film del 2007 diretto da Akikhiko Shiota.
Si tratta della versione live action dell'omonimo manga ideato da Osamu Tezuka. Il film vede la partecipazione di Satoshi Tsumabuki e Kō Shibasaki in qualità dei due personaggi protagonisti della storia.

## Trama
Abbandonato alla nascita, il corpo di Hyakkimaru è stato venduto ai demoni dal padre naturale, con la conseguenza che gli mancavano 48 parti del corpo. Sopravvive solo perché viene scoperto da un maestro incantatore, che ha pietà di lui e sostituisce le sue parti del corpo con protesi artificiali. Fin dalla giovane età, Hyakkimaru attira una quantità sproporzionata di attenzioni da parte di esseri soprannaturali, specialmente quelli maligni. Questo magnetismo soprannaturale provoca la morte del padre adottivo. Hyakkimaru è emotivamente distrutto ma inizia a cercare di distruggere i demoni e riconquistare il corpo che gli è stato rubato alla nascita.
Durante il viaggio incontra il ladro Dororo, una donna che si camuffa da uomo. Dopo averla salvata si unisce a lui nella missione. 